# Mauretania na Letnich Igrzyskach Olimpijskich Młodzieży 2010
Mauretania na Letnich Igrzyskach Olimpijskich Młodzieży w Singapurze w 2010 reprezentowało 4 sportowców w 1 dyscyplinie.

## Skład kadry

### Lekkoatletyka
- Aicha Fall
- Saleck Khattat
- Aichetou Kone M Bodj
- Mohamed Ould Medhadtt